# Aethopyga eximia
El suimanga eximio (Aethopyga eximia) es una especie de ave paseriforme de la familia Nectariniidae endémica de la isla de Java (Indonesia).
Su hábitat natural son los bosques húmedos tropicales de montaña.

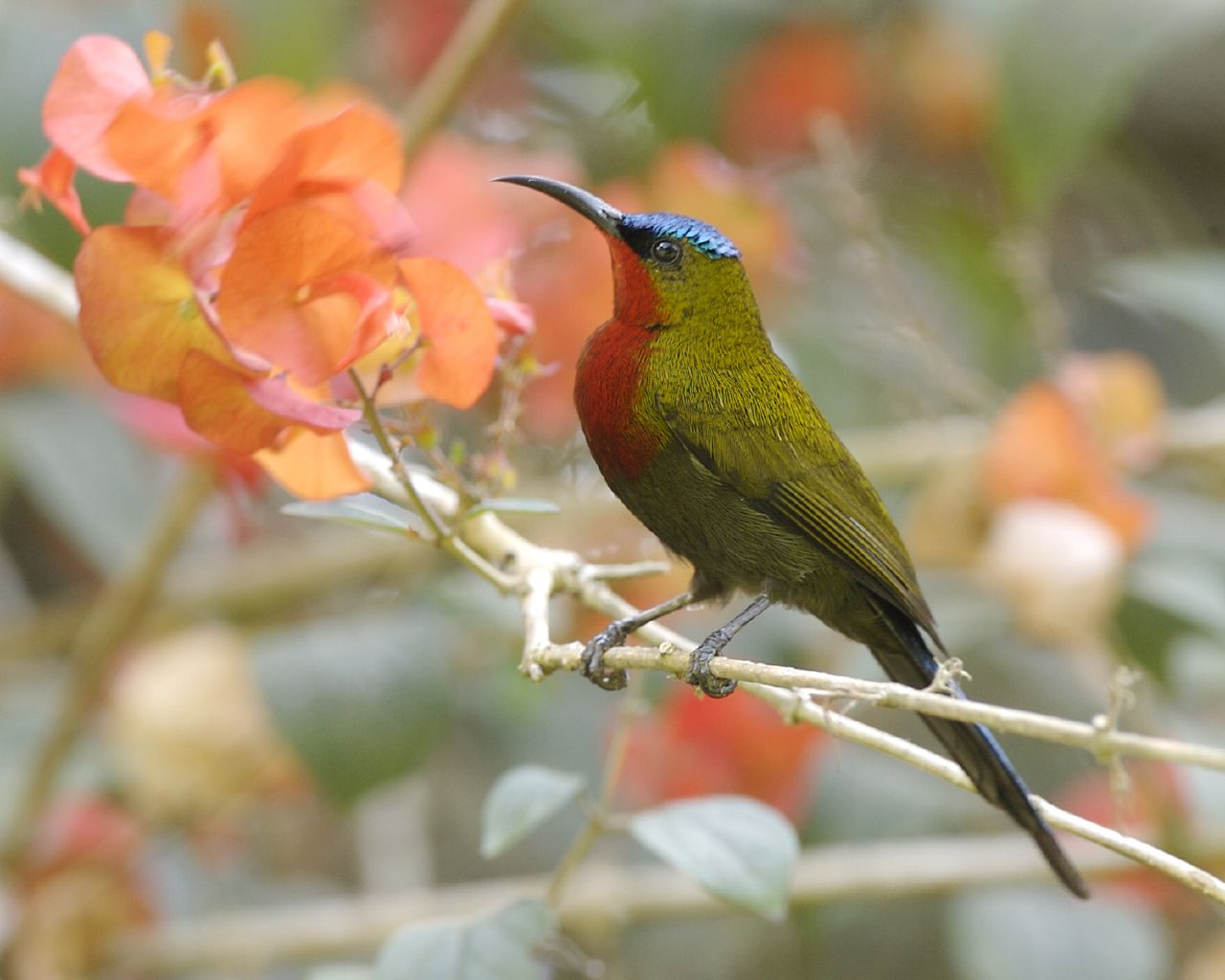
Macho.